# Su santidad
Su santidad es un tratamiento honorífico protocolario dado a los líderes de ciertos grupos religiosos. Existe la abreviatura S. S., pero, por lo general, la Iglesia católica no abrevia el nombre por motivos históricos.
En el cristianismo, particularmente en la Iglesia ortodoxa, la Iglesia copta, la Iglesia apostólica armenia, la Iglesia jacobita, la Iglesia ortodoxa malankara y la Iglesia católica (así como en las iglesias orientales católicas), el tratamiento se utiliza cuando, respectivamente, se hace referencia al papa de Alejandría y al papa de Roma. También se utiliza en referencia a varios otros patriarcas cristianos y católicos.
En el budismo tibetano, el dalái lama también se trata de la misma manera, al igual que otros líderes budistas como Sakya Trizin, el patriarca de Sakyapa.

## Portadores actuales

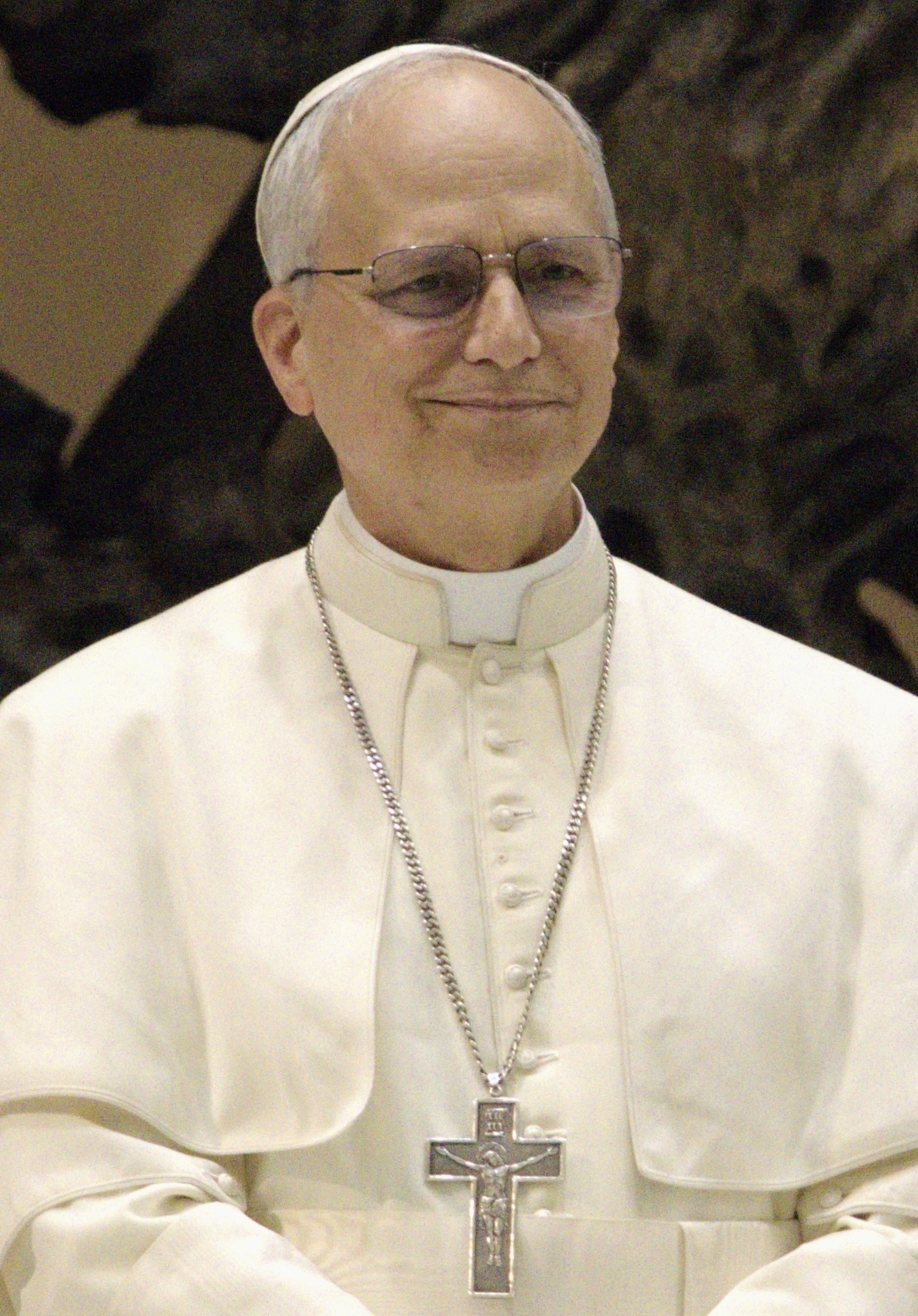
Su Santidad, el papa León XIV.
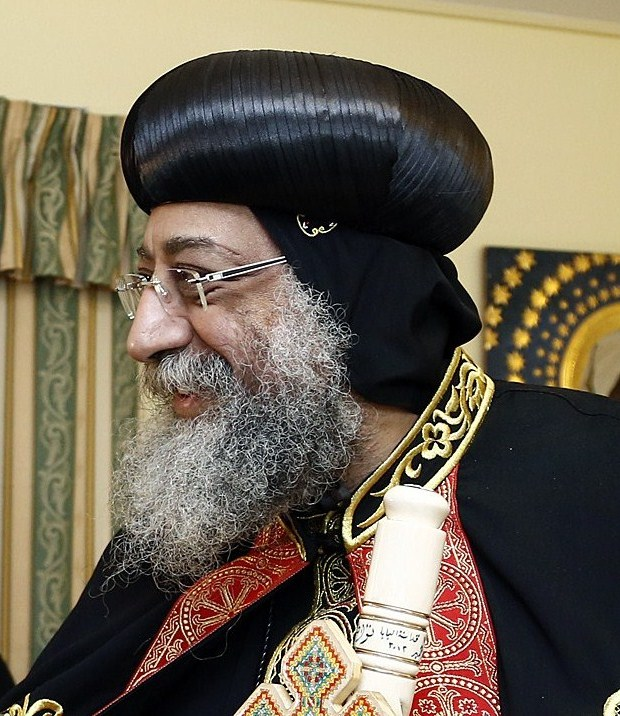
Su Santidad, Teodoro II (papa copto).
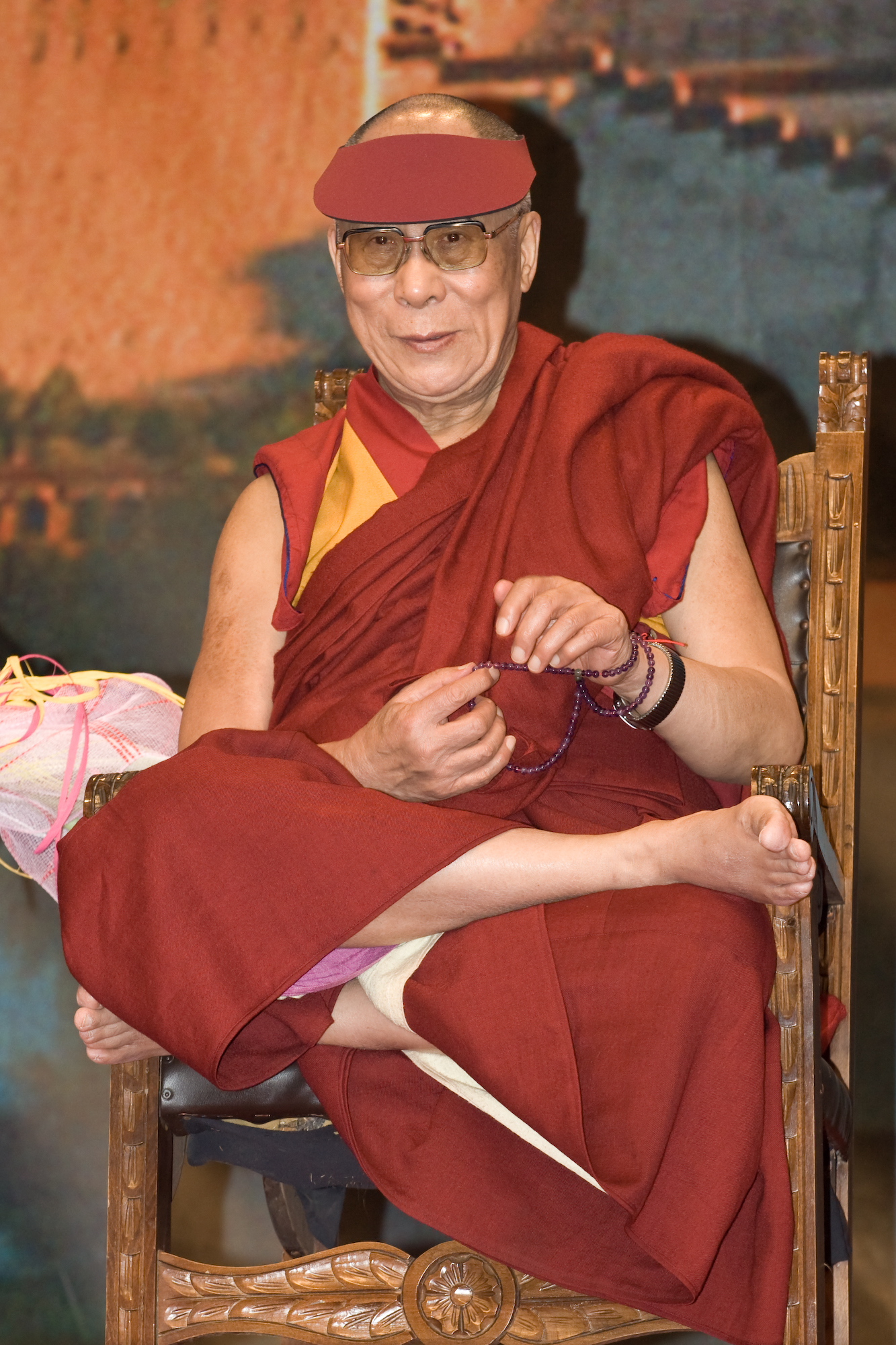
Su Santidad, el Dalai Lama.
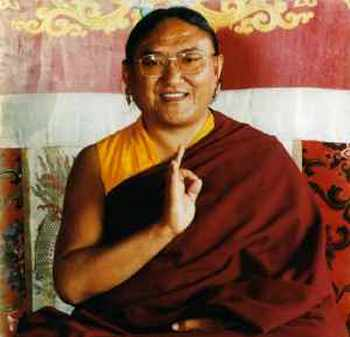
Su Santidad, el Sakya Trizin.